# Beausse

Beausse este o comună în departamentul Maine-et-Loire, Franța. În 2009 avea o populație de 389 de locuitori.